# Udars
Udars ist ein Ortsteil und ein Dorf der Gemeinde Schaprode im nordwestlichen Teil der Insel Rügen. Udars liegt südlich der Landstraße von Schaprode im Westen nach Trent im Osten unweit der Udarser Wiek. Der Name stammt aus dem slawischen Sprachraum („udarzici“ = „die Männer des Udarg“) und war vermutlich slawischer Fürstensitz.

## Geschichte
Erste urkundliche Nachrichten stammen aus dem frühen 14. Jahrhundert. Eigentümer waren die Familien von Pentz (vor 1408), von Barnekow und bis zur Reformation das Kloster Hiddensee. Danach war der Ort in Dominialbesitz. Der letzte Herzog von Pommern-Wolgast, Philipp Julius, richtete den Besitz um 1624 als Witwensitz für seine Gattin Agnes ein, und vereinigte die bis dahin bestehenden drei Bauerngehöfte zum Vorwerk Agnesen- oder Agnisenhof.
Die Schwester des letzten Pommernherzogs, die Herzogin Anna von Croÿ, erhielt Udars 1629 als Geschenk. Ihr Sohn Ernst Bogislaw von Croy veräußerte Udars 1657 an die Stralsunder Ratsfamilie von Wolfrad, die Udars nach 1734 an die Familie von Usedom auf Kartzitz abgab. Der Wirkliche Geheime Rat und Kammerherr Guido von Usedom-Kartzitz gehörten mehrere Güter, auch Udars. Diese hielt den Gutsbesitz mit etwa vierhundert Hektar an der Udarser Wiek bis etwa 1901. Hiernach erwarb ein bürgerlicher Besitzer das Gut, gab es aber schon bald weiter.
Sein Nachfolger Fritz Kroos errichtete nach 1920 Arbeiterwohnhäuser an der Ortseinfahrt. In der Zeit der Weltwirtschaftskrise geriet der Besitz in den Bankrott und wurde von der Berliner Siedlerbank aufgeteilt und an überwiegend aus dem Holsteinischen stammende Familien verkauft, die hier kleinere Landwirtschaften mit 20,5 bis 31,0 Hektar einrichteten. Nach dem 1939 letztmals amtlich publizierten Landwirtschaftlichen Güter-Adressbuch Pommern waren dies A. Brüdgam, K. Obsthagen, E. Ratje, H. Rogge sowie H. Wohlers.
Das Hauptgebäude, Herrenhaus, das Inspektorat und eine kleinere Fläche nebst Gutspark und westlich hiervon gelegener Gartenparzelle übernahm Karl von Schultz-Granskevitz, der hier in den 1930er Jahren Mitarbeiter wohnen ließ und einen Anzuchtgarten für seinen Saatzuchtbetrieb „Norddeutsche Saatzuchtgesellschaft KG von Schultz-Granskevitz“ einrichtete. Bis zum und nach dem Kriegsende war das Herrenhaus Udars in raschem Wechsel Lazarett, nach der Enteignung von der Roten Armee genutztes Gebäude und Flüchtlingswohnhaus. Karl von Schultz, dessen Vorfahren das Besitztum durch Einheiratung aus der alten Rügen-Familie von Platen-Granskevitz übernahmen, wurde von der Sowjetischen Militäradministration in Deutschland 1945 verschleppt und war seitdem verschollen.

## Herrenhaus Udars

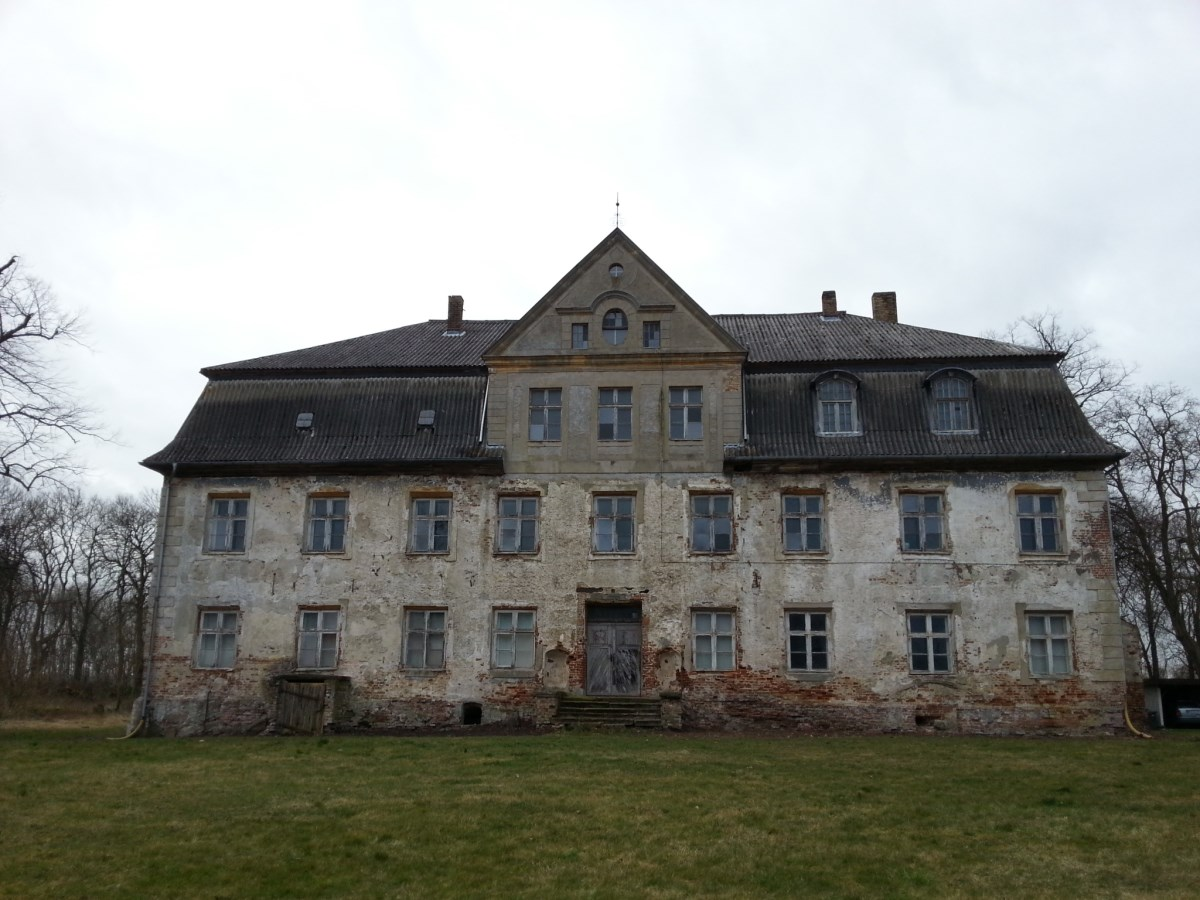
Das Herrenhaus in Udars am 16. März 2014.

Das Herrenhaus Udars ist ein neunachsiger Bau von etwa 16 × 34 m, der um 1660 über wesentlich älterem Gebäude errichtet wurde. Aus dem Ursprung stammt ein gotischer Kreuzgewölbekeller unter der Südseite des Hauses. Der nördliche Kellerbereich ist vermauert und mit Sand verfüllt. In diesem wurden vermutlich Pesttote vor 1650 notbestattet. Im Frühsommer 1994 wurde dieser vermauerte Bereich an drei Stellen mit größeren Bohrlöchern zwecks Probenentnahme erschlossen, aber nicht dergleichen gefunden.
Der zweigeschossige Putzbau mit geohrten Putzfaschen an den Fenstern und ausgeprägten Eckrustizierungen hat ein im 19. Jahrhundert errichtetes, gekrontes hohes Mansarddach mit Zwerchgiebeln nach Osten (Hofseite) und Westen (Feld-/Parkseite), sowie einigen aus dieser Zeit stammenden Gaupen.
Erhalten aus dem Umbau von 1660 sind das schlichte Treppenhaus mit barocken Brettbalustern, der Dienstbotenaufgang, die barocke Eingangstür (teilweise nachträglich verkleidet), einige Innentüren und Fenster, zwei offene Kamine im großen Saal im ersten Obergeschoss, teilweise schlichte Stuckleisten in den alten Räumen und spärliche Reste von textilen Wandbespannungen. Im Erdgeschoss-Seitenflur am südlichen Seiteneingang wurde ein offener Rauchfang freigelegt, der aus der Zeit vor 1660 stammt.
Anfang der 1950er Jahre wurde das Herrenhaus Teil der „Vereinigung volkseigener Güter, Schwerin“. Bis 1994 war es dann Mitarbeiterwohnhaus für das VEG (Volkseigenes Gut) Tierproduktion Granskevitz, dessen letzter Direktor Eckard Daberkow war. Hiernach erwarb Matthias Graf von Krockow das Herrenhaus und kleinen Park, die von ihm geplante Sanierung des Hauses blieb in den Anfängen stecken.
Für die Nutzung des Gebäudes wurden verschiedene Konzepte entwickelt. So sollte Udars Außenstelle des pommerschen Landesmuseums für Wechselausstellungen werden, auch ein Schmetterlingspark war geplant. Eine Finanzierung der restlichen Investsumme kam durch das Ausbleiben der behördlichen Genehmigungen für Um-, respektive Neubau und Nutzungsänderung nicht zustande. Seit 2004 war das Herrenhaus Udars im Besitz einer Familie aus Kempten, die es 2012 an einen skandinavischen Privatmann verkaufte.
Das Gebäude stand bereits zu DDR-Zeiten unter Denkmalschutz und wurde nach dem Beitritt unter der Nr. 764 in die Denkmalschutzliste des Landkreises Rügen aufgenommen.

## Sage
Der regionale Volksmund berichtet von einem unterirdischen Gang, der zum Gutshaus nach Streu-Schaprode führen soll; weiterhin soll der Geist der letzten Gräfin Usedom im Haus umgehen, die Anfang des 20. Jahrhunderts fernab der Insel Rügen in Frankfurt verstarb. Auch ein Puck soll auf Udars beheimatet sein, der vor vierhundert Jahren über Holstein aus Skandinavien kam.